# تورپ بای واتر
تورپ بای واتر (به انگلیسی: Thorpe by Water) یک روستا و محله مدنی در بریتانیا است که در راتلند واقع شده‌است. تورپ بای واتر ۵۶ نفر جمعیت دارد.